# 聖弗蘭西斯科 (貝登省)
聖弗蘭西斯科（西班牙語：San Francisco），是危地馬拉的城鎮，位於該國北部，由貝登省負責管轄，面積320平方公里，海拔高度237米，2002年人口8,917，人口密度每平方公里27.87人。